# Vila Real de Santo António (freguesia)
Vila Real de Santo António é uma freguesia portuguesa do município homónimo, com 8,95 km² de área e 11754 habitantes (censo de 2021)e, por isso, uma densidade populacional de 1 313,3 hab./km².
À freguesia pertence todo o núcleo urbano de Vila Real de Santo António e ainda parte leste da localidade de Hortas.

## Demografia
A população registada nos censos foi:
| Ano  | 0-14 Anos | 15-24 Anos | 25-64 Anos | > 65 Anos |
| 2001 | 1638      | 1493       | 5634       | 1777      |
| 2011 | 1990      | 1272       | 6441       | 2243      |
| 2021 | 1667      | 1226       | 5921       | 2940      |

Nota: Com lugares desta freguesia foi criada em 1984 a freguesia de Monte Gordo

## Património
- Centro histórico pombalino de Vila Real de Santo António
- Farol de Vila Real de Santo António